# قبادبزن
قُبادبزَن روستایی در بخش کهک شهرستان قم در جنوب استان قم ایران است.
در قبادبزن یک امامزاده و دو مسجد هست و گورستان نزدیک میدان اصلی، نزدیک به امامزاده و مسجد می‌باشد، همچنین یک حمام قدیمی صفوی در روستا موجود است. مهمترین آثار باستانی قباد بزن ،قلعه ساسانی آن است که زمانی محل زندگی همسران شاهان ساسانی بوده است. 
این مکان ییلاق پادشاهان ساسانی  مخصوصا محل زندگی شیرین قباد ساسانی در قلعه  قبادبیژن بوده است.
نام این روستا را برگرفته از نام قباد پادشاه ساسانی و پدر خسرو انوشیروان می‌دانند. قباد بیژن قلعه ای واقع در مرکز روستاست که نام روستا از آن گرفته شده است ،که به مرور زمان به قباد بیزن و قباد بزن تبدیل شده است. همچنین در نزدیکی روستا برخی آثار متعلق به دورهٔ ساسانی وجود دارد و اشیای باستانی مانند سکه و مجسمه نیز کشف شده‌است و آثار باستانی زیادی از این روستا به غارت رفته است.

## مردم
براساس سرشماری سال ۱۳۸۵ جمعیت آن ۶۱۳ نفر (۱۷۴ خانوار) بوده‌است. مردم قبادبزن شیعه هستند و به زبان فارسی سخن می‌گویند. پیشهٔ آن‌ها بیشتر کشاورزی و کارگری است و به دلیل مهاجرت به شهرها، جمعیت آن رشدی نداشته و کاهش یافته‌است. در قبادبزن، کرباس بافی یکی از صنایع دستی است.

## نخل گردانی
بیش از چارصد سال است که در روز عاشورا نخل چوبی که نماد تابوت حسین بن علی است گردانیده می‌شود. این نخل دارای هشت پایه می‌باشد   که هر پایه به نام  یکی  از خانواده‌های بزرگ قبادبزن می‌باشد . که هر ساله نمایندگانی از این خانواده‌ها نخل را می‌گردانند.

## کشاورزی
اگر از دور به قبادبزن بنگریم، این روستا منطقه‌ای سرسبز و با درختان بلند انبوه در میان کویر خشک جلوهٔ بسیار زیبایی دارد. پیرامون قبادبزن بیابان و یک سوی آن کوهستان است، در قبادبزن با آب قنات باغداری می‌کنند که به صورت جوی کوچکی در روستا جریان دارد.
آب وهوای قبادبزن خنک و نیمه کوهستانی است. محصولات کشاورزی این روستا بیشتر آلو، آلبالو، شلیل، قیسی (آلوی خشک شده)، بادام، گردو، سیب و میوه‌های درختی است. راه قبادبزن در مسیر راه فرعی کهک به روستای کرمجگان است و کورس‌آباد نیز جزئی از قبادبزن است. 
نام باغ‌های روستای قبادبزن : باغ‌نره، چنارک، باقرآباد، لارمونجه، باغ صفا، باغ بالائین، دریُوه و باغ انگوری
نام دشتهای روستای قبادبزن : دشت بانو، باغ صفا، زیرباغ، باغ بالاخونه، چاله‌ها، مچولی، سرکمر زرد، امیدخدا، واله، باغ نقلی، کوچه باغ، کوچه پشکه‌ها، صحرائی، خاک سرخه، علی بک
نام محله های روستای قبادبزن : بالا، همواره گله، مور،  قلعه، پشت صحرا، پائین، در ابوله، تکیه، سرگذر، جنت آباد، دوازده امام، سرقنات، بلندیه، پشت بخشی، پاچنار، آسیاب، ونووه، ده نو

## شاهزاده محسن

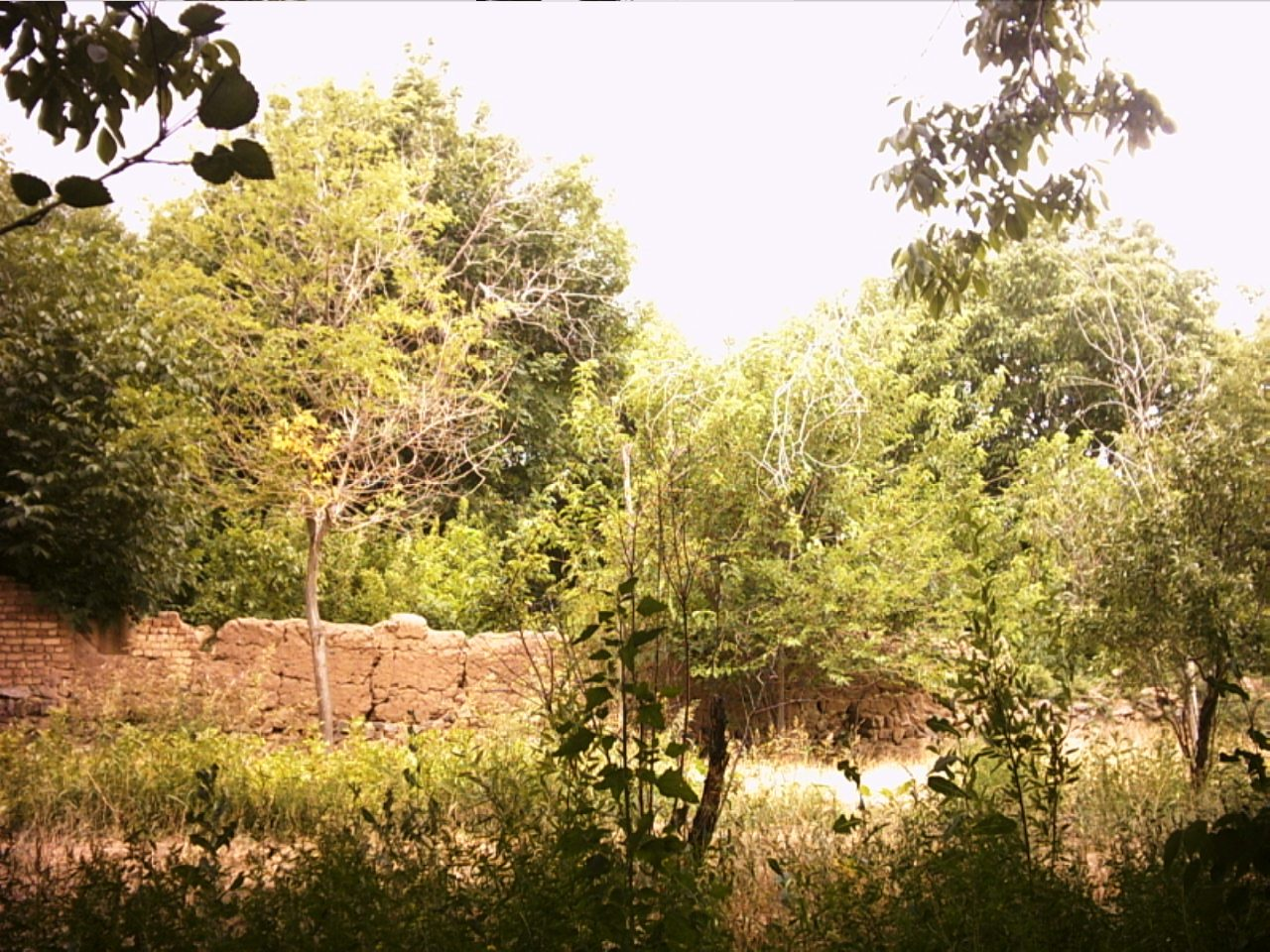
باغی در قبادبزن

نام امامزادهٔ قبادبزن «شاهزاده محسن» است که آب دهکده از کنار آن می‌گذرد؛ و بعقه‌ای ساده با ایوانی در شمال دارد و بنای آن کهن نیست. قاعدهٔ بنای امامزاده از بیرون چهار ضلعی با جدار سنگ و ملاط گچ و از درون، مربع است که در هر ضلع، شاه‌نشینی و در هر کدام از شاه‌نشین‌ها دری وجود دارد. در چهار گوشهٔ بالایی بنا، نیم طاقی زده‌اند و مربع را به هشت ضلعی تبدیل کرده‌اند و سپس با زدن چند رسمی بند، آن را بالا برده‌اند. در وسط بقعه، مرقدی ساده و در جهت شمالی بقعه، ایوانی با پوشش دو قوسی قرار دارد که نسبتاً قدیمی است و در سمت جنوبی آن، تالاری نوساز با پوشش مسطح ساخته شده‌است.
میرزای فیض دربارهٔ آن نوشته‌است: «در بدایت سن ایامی که بدان قریه عبور اتفاق ما افتاد، مکان مضجع این امامزاده تل کوچک خاکی بود. سیدی مذکور داشت که این مکان مضجع، امامزاده‌ای است موسوم به محسن. در سنه ۱۲۶۸ هجری که بدان قریه برگشتم، اهالی آن قریه را دیدم از جهت حسن‌ظن به قول آن سید، آن مکان را حفر می‌نمودند که ملاحظه آثاری کنند. پس از دو سال دیگر که بدان قریه وارد شدم، ملاحظه کردم بقعه او را تمام کرده بودند. این بنده دو تخته زیارت‌نامه به خط خود به جهت آن مضجع نوشته و وقف نمودم.»

## حمام تاریخی
حمام قبادبزن در بخش شمالی و منتهی‌الیه یکی از محورهای مسکونی روستا قرار گرفته‌است. در امتداد شمالی این محور باغ‌های حاصلخیزی وجود دارد و رود کوچکی از کنار این محور می‌گذرد و چشم‌انداز دلپذیری را به وجود آورده‌است. در کنار این جوی آب و سمت باختری حمام، آسیاب متروک قدیمی قرار گرفته‌است. با توجه به عدم تراکم بافت مسکونی در پیرامون حمام به نظر می‌رسد که این بنا در خارج از محدوده روستایی زمان ساخت، بنا شده‌است. نوع طراحی قوس‌ها و نحوه پوشش سقف‌های آن، تاریخ بنا را به دوره قاجاریه منسوب می‌کند. این اثر در تاریخ ۱۹ اسفند ۱۳۸۰ با شمارهٔ ثبت ۴۸۵۸ به‌عنوان یکی از آثار ملی ایران به ثبت رسیده‌است.

## قنات
زندگی روستای قبادبزن به قنات آن بستگی دارد، چرا که این روستا در منطقه‌ای کویری واقع شده‌است و تمام آب آن از قنات تأمین می‌شود. آب این قنات به صورت نهر کوچکی از میان روستا می‌گذرد که باعث تلطیف هوا و زیبایی روستا شده‌است.
روستا دارای یک رشته قنات دیگر می‌باشد که از منطقه‌ای خوش اب و هوا به اسم باغ بالاین  توسط جوی آب به روستا هدایت می‌گردد و به آب  قنات اصلی اضافه می‌گردد
تقسیم بندی آب قنات  به صورت ساعتی می‌باشد و هر هشت روز نوبت می چرخد و در ساعت و دقیقه مشخص مالکان اب می‌توانند از ان استفاده نمایند .
روستا در سال‌های  گذشته مشکل آب شرب داشت که در روز فقط یک ساعت آب لوله‌کشی داشت ولی از سال ۹۶با اتصال به لوله‌کشی سراسری که از سد دز می‌باشد مشکل اب شرب مرتفع گردیده است 
حدود ۴۰۰ حلقه چاه در این روستا حفر شده که اکثر آن‌ها غیرقانونی هستند.

### مشخصات قنات قبادبزن
- مالکان: ۱۶ تن
- زمین‌های زیر کشت: ۶۵
- طول قنات: ۲۲۰۰ متر
- عمق مادر چاه: ۳۰ متر
- تعداد میله چاه: ۶۰
- فاصله مظهر تا محل: ۱۶ متر[۷]

## نگارخانه

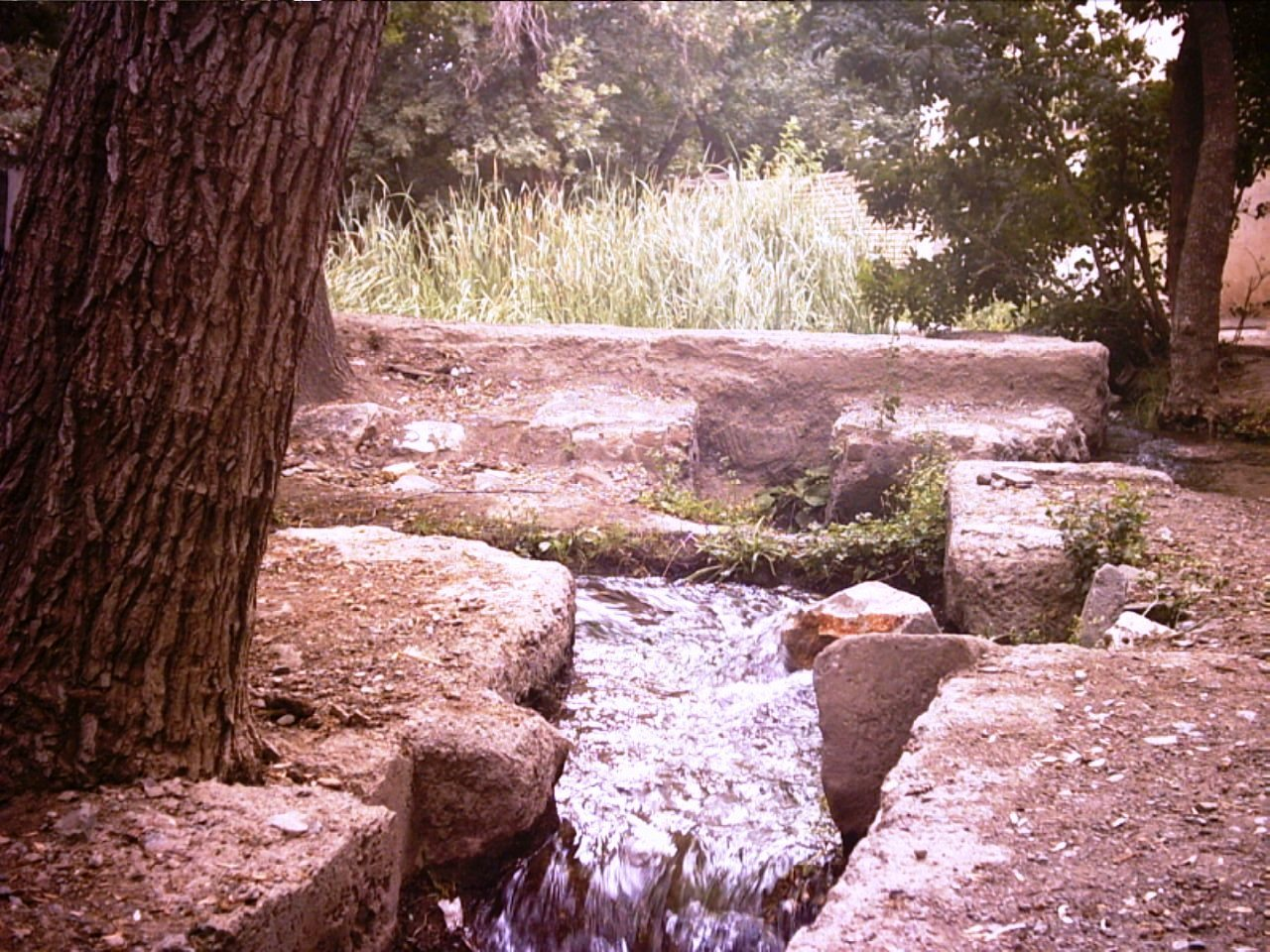
نهر قنات روستای قبادبزن
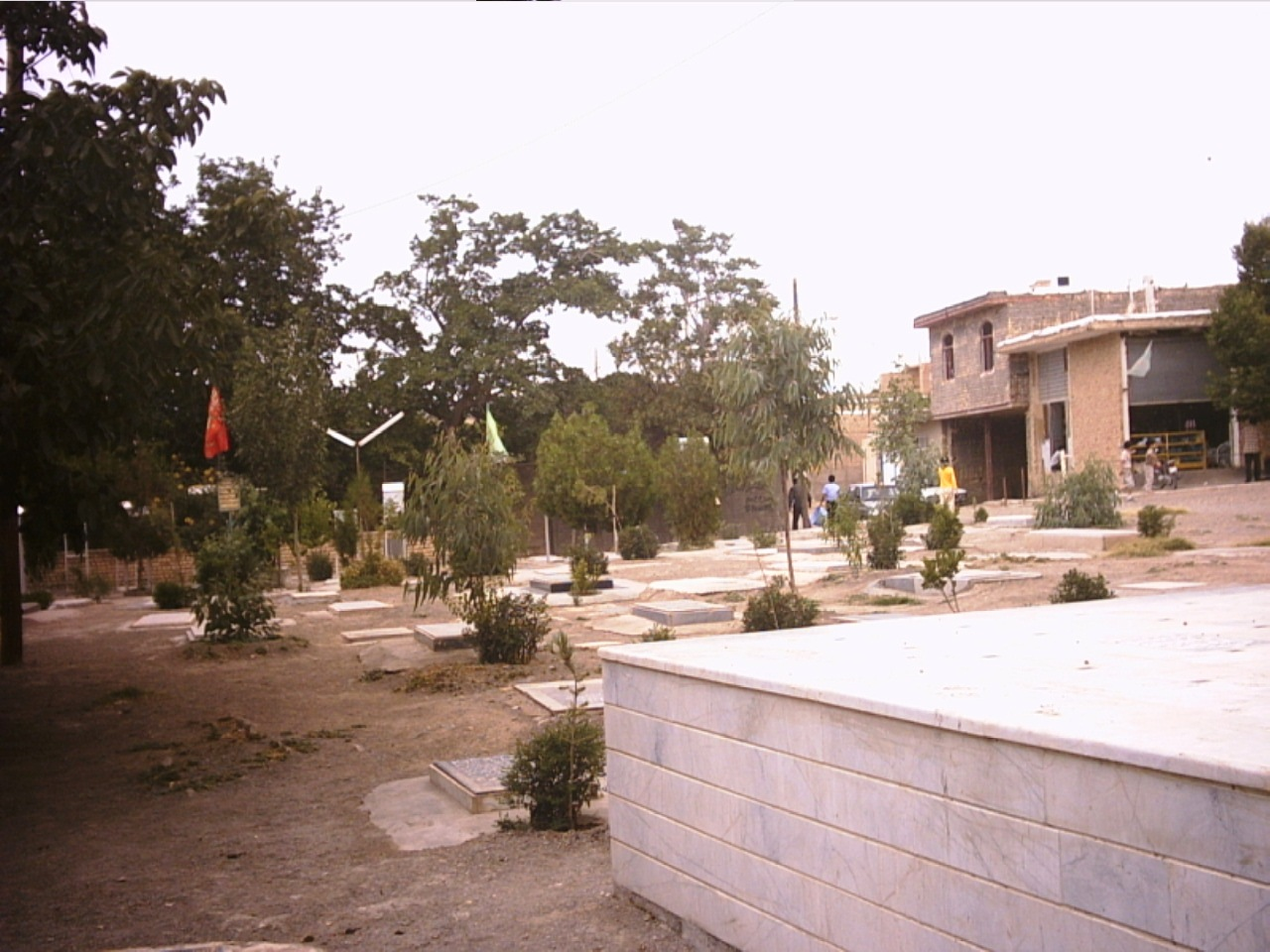
قبرستان قبادبزن
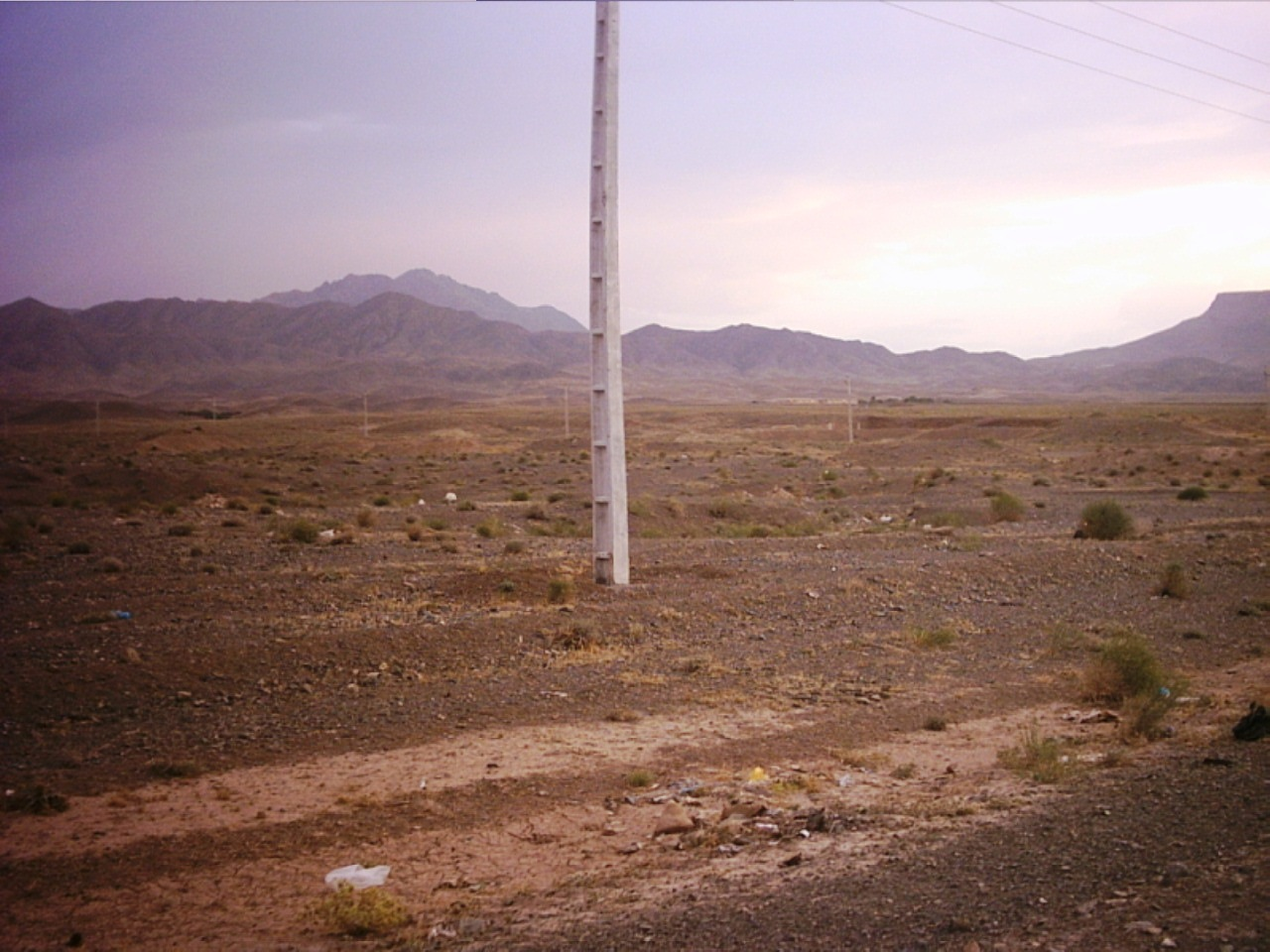
نمایی از پیرامون قبادبزن
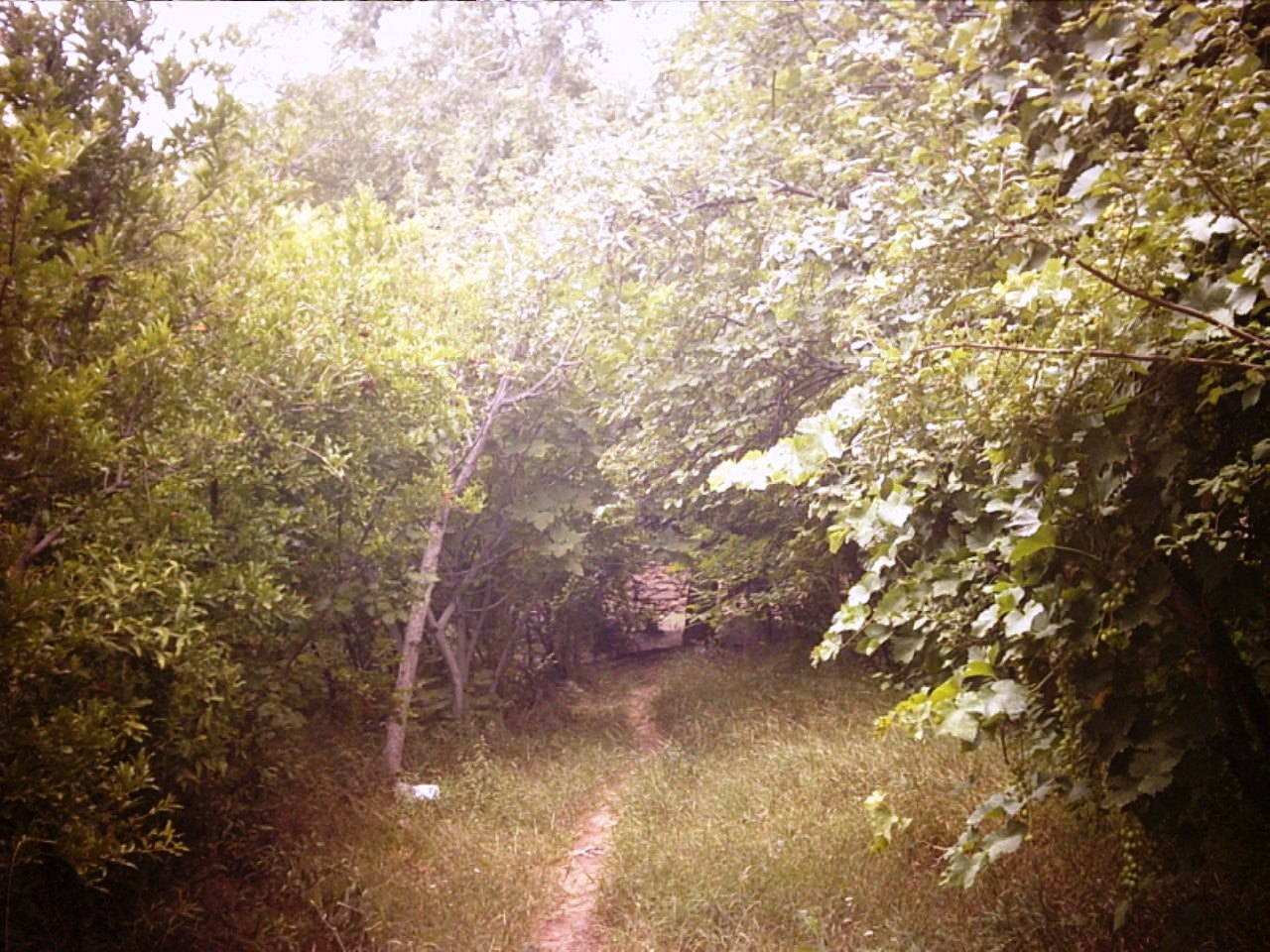
طبیعت قبادبزن